# 公的資金
公的資金（こうてきしきん）とは、国・地方公共団体またはこれらに準ずる者が企業に注入する資金である。なお日本国外では公的資金（英: public fund）のような表現はあまり用いられず、より直接的にtaxpayer moneyあるいはtax money、つまり「税金」と表現される場合が多い。ただし、直接の税金であるとは限らず、各国の中央銀行や各国の預金保険機構などの政策金融機関による特別融資という形式をとる場合がある。
経営破綻、または自己資本比率が低下し、経営が破綻する恐れのある金融機関や債務超過に陥った企業、特に第三セクターに対して投入されることがある。
後の経営状態の改善によって利益が生じた時点で国庫などに返還回収されると期待されるが、公的資金の注入を行っても経営が破綻してしまう場合もあり、その場合、失政や税の無駄遣いなどと批判される。

## 日本の金融機関への注入
金融機能の再生のための緊急措置に関する法律（金融再生法）や預金保険法に基づいて預金保険機構が金融機関の破綻処理を行う際に、受け皿となる金融機関または預金保険機構の委託を受けて債権の買い取りを行う整理回収機構に対しての資金援助という形で投入されたり、金融機能の安定化のための緊急措置に関する法律（旧安定化法）や金融機能の早期健全化のための緊急措置に関する法律（早期健全化法）や金融機能の強化のための特別措置に関する法律（金融機能強化法）等に基づく資本注入のための劣後債や優先株式の購入資金の貸付けという形で投入されたりする。
なお、優先株式の形で投入された資金は、2期連続で優先株が無配当になるなど一定の条件で議決権を持つ普通株式へ転換することで実質的に国有化され、経営陣の更迭など、経営への介入が行われる。
資金援助としては、1992年（平成4年）から2011年（平成23年）までの間に延べ182件、25兆4,648億円が投入された。このうち、国債の償還（使用）により10兆4,326億円が手当てされ、現段階で国民負担として確定している。
資本注入としては、2000年（平成12年）から2015年（平成27年）までの間に延べ54件（34の金融機関）、12兆3,809億円が投入された。このうち、足利銀行は優先株式の発行による計1,050億円の資本増強措置を受けていたが、2003年（平成15年）9月中間決算において債務超過となったために、優先株式は、その大部分をき損することになった。最終的には、2006年（平成18年）2月に残余財産の分配27億円を受け、処分損1,022億円が生じた。

### 公的資金の返済状況
2007年（平成19年）度末時点での公的資金未返済行は10行あり、その残高は計3兆3,840億円である。
2011年（平成23年）度末時点での公的資金未返済行は18行であり、その残高は計2兆1,233億円である。東日本大震災の影響により資本増強措置を受けた金融機関が増えている。
2015年（平成27年）6月に、りそな銀行及びあおぞら銀行が相次いで公的資金を完済し、日本における金融危機時に公的資金が注入された大手銀行で、完済していないのはSBI新生銀行だけとなった。
2021年（令和3年）度末時点で公的資金を注入されている金融機関は27あり、残高は7,225億円である。
2022年（令和4年）度末時点で公的資金を注入されている金融機関は23あり、残高は6,595億円である。
2023年（令和5年）度末時点で未返済の金融機関は21｛銀行7（SBI新生、東和、豊和、きらやか、仙台、筑波、東北）、信用金庫4（宮古、気仙沼、石巻、あぶくま）、信用組合9（山梨県民、ぐんまみらい、東京厚生、横浜幸銀、釧路、滋賀県、相双五城、いわき、那須）、その他1（全国信用協同組合連合会）｝あり、その残高は約7,400億円である。
2025（令和7）年7月、SBI新生銀行が公的資金を完済した。日本における金融危機時に公的資金が注入された金融機関のすべてが完済となった。

## 金融機関の国有化
金融機関における国有化には大きく分けて2つあり、1つはすでに破綻した金融機関や破綻の恐れがある金融機関に対して破綻処理・金融再生のために行うものであり、もう1つは優先株式による資本注入を受けていた金融機関が配当を出せず普通株式へ転換されたため結果的に国が過半数の議決権を得るものである。

### 国有化された金融機関
- 1998年（平成10年）10月　日本長期信用銀行（金融再生法）
- 1998年（平成10年）12月　日本債券信用銀行（金融再生法）
- 2003年（平成15年）5月　りそな銀行（預金保険法）
- 2003年（平成15年）11月　足利銀行（預金保険法）
- 2024年（令和6年）6月　じもとホールディングス（金融機能強化法）